# Daumenhalter

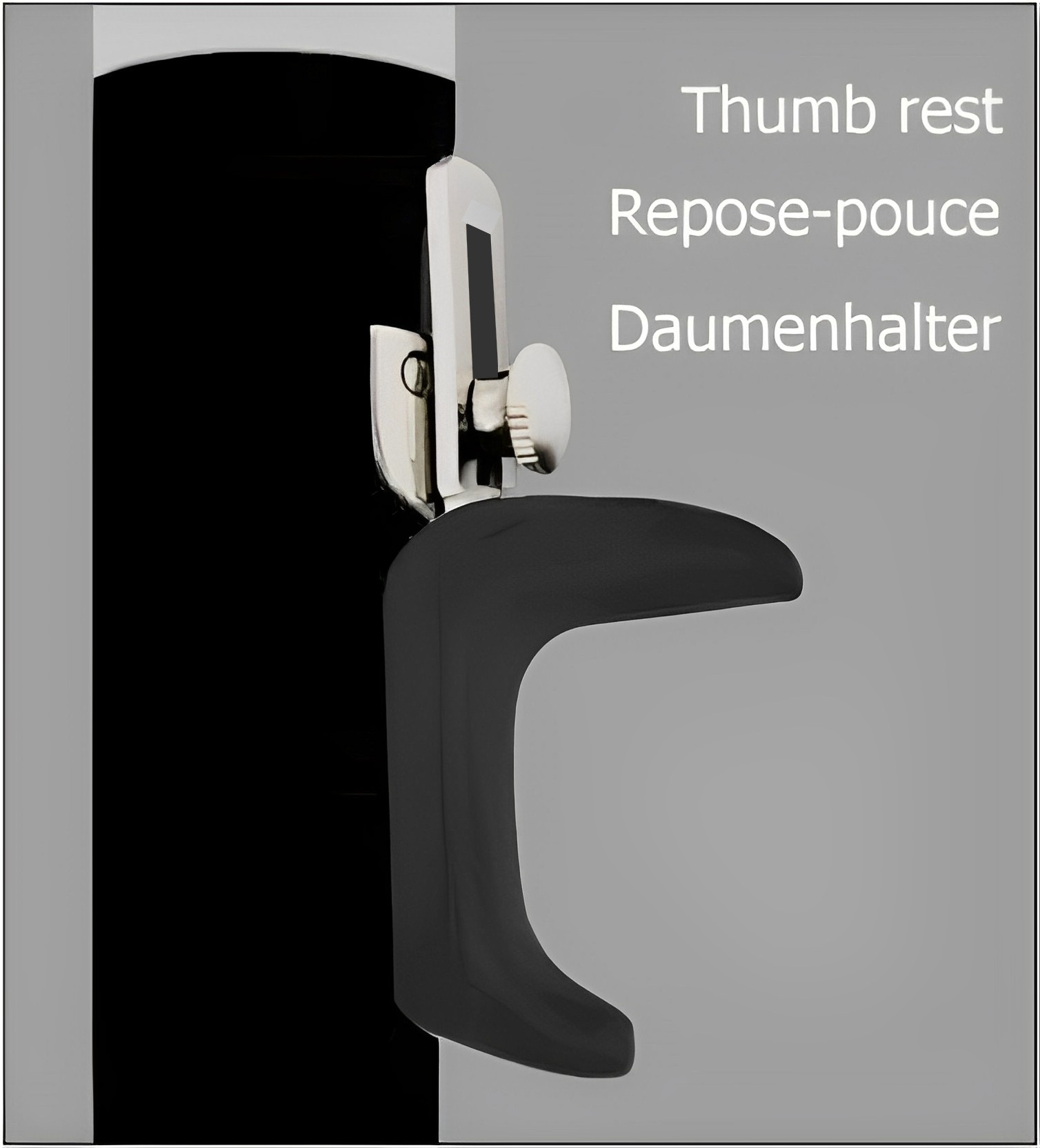
Verstellbarer Daumenhalter mit Gummiauflage

Ein Daumenhalter, auch Daumenstütze genannt, ist eine Vorrichtung, die dem Spieler bestimmter Holzblasinstrumente hilft, sie in der richtigen Position zu halten und sein Spiel zu erleichtern (Ansatz, Haltung, Fingersätze). Bei den Instrumenten handelt es sich vorwiegend um Klarinetten, Oboen, Saxophone und Flöten, teils auch Fagotte.

## Historie
Entwicklungsgeschichtlich gesehen wurden Holzblasinstrumente zunächst aus Buchsbaum und Obstbaumholz hergestellt; sie waren relativ kompakt und leicht und sie verfügten nicht über einen Daumenhalter, von wenigen Ausnahmen abgesehen. Der Bedarf entstand etwa ab 1830 mit der Zunahme der Klappenanzahl bei Blasinstrumenten und dem Wechsel zu exotischen Holzarten, insbesondere Grenadill aus Mosambik, die die Instrumente schwerer machten.
Um 1860 setzte der Miterfinder der Böhm-Klarinette Hyacinthe Klosé die Stütze in Frankreich mittels seiner méthode complète de clarinette allgemein durch, nachdem auch er dazu übergegangen war, seine Klarinetten aus Grenadill herzustellen.
Die Daumenstütze wurde entweder aus dem vollen Holz geschnitzt oder als Metallteil auf den Instrumententenkörper geschraubt. Als Erfinder der Daumenstütze gilt der Klarinettist und Klarinettenbauer Iwan Müller. Tatsächlich wurde sie jedoch unabhängig voneinander von verschiedenen Holzblasinstrumentenbauern entwickelt. In der Zeit vorher steckten viele Klarinettisten das Mundstück so auf die Klarinette, dass das Blatt oben lag (Über-sich-Blasen statt des heute üblichen Unter-sich-Blasens mit dem Blatt auf der Unterlippe), weil sie so das Instrument besser halten konnten.
Das Saxophon verfügt seit seiner Entstehung 1849 über eine Daumenstütze. Das Saxophonmodell Selmer Mark VI aus dem Hause Henri Selmer Paris, das bei seiner Vorstellung 1954 die Ergonomie dieses Instruments revolutionierte, verfügte über eine verstellbare Daumenstütze aus Kunststoff oder Metall.
Die Seite der Daumenstütze, die mit dem Finger in Berührung kommt, ist in der Regel mit einem aufgeklebten Kork oder einem aufgesteckten Gummipad ausgestattet, um den Finger zu schützen. Bei manchen Musikern entsteht in diesem Kontaktbereich eine Hornschwiele. Einige Daumenstützen haben bieten eine Vorrichtung, die die Verwendung eines Tragebandes ermöglicht, um den Daumen zu entlasten.

## Stütze beim Fagott
Anstelle einer Daumenstütze verwenden Fagottisten beim deutschen Fagott (Heckel-System) eine Handstütze. Das französische Fagott verzichtet darauf.

## Daumenstützen und Muskel-Skelett-Erkrankungen
Um Muskel-Skelett-Erkrankungen (z. B. chronischen Schmerzen) zu begegnen, gibt es mittlerweile ergonomische Daumenstützen, die das Gewicht des Instruments auf den ganzen Daumen und/oder den Daumen und das Handgelenk verteilen. Auch einige dieser Stützen lassen sich mit einem Trageband kombinieren.

## Galerie

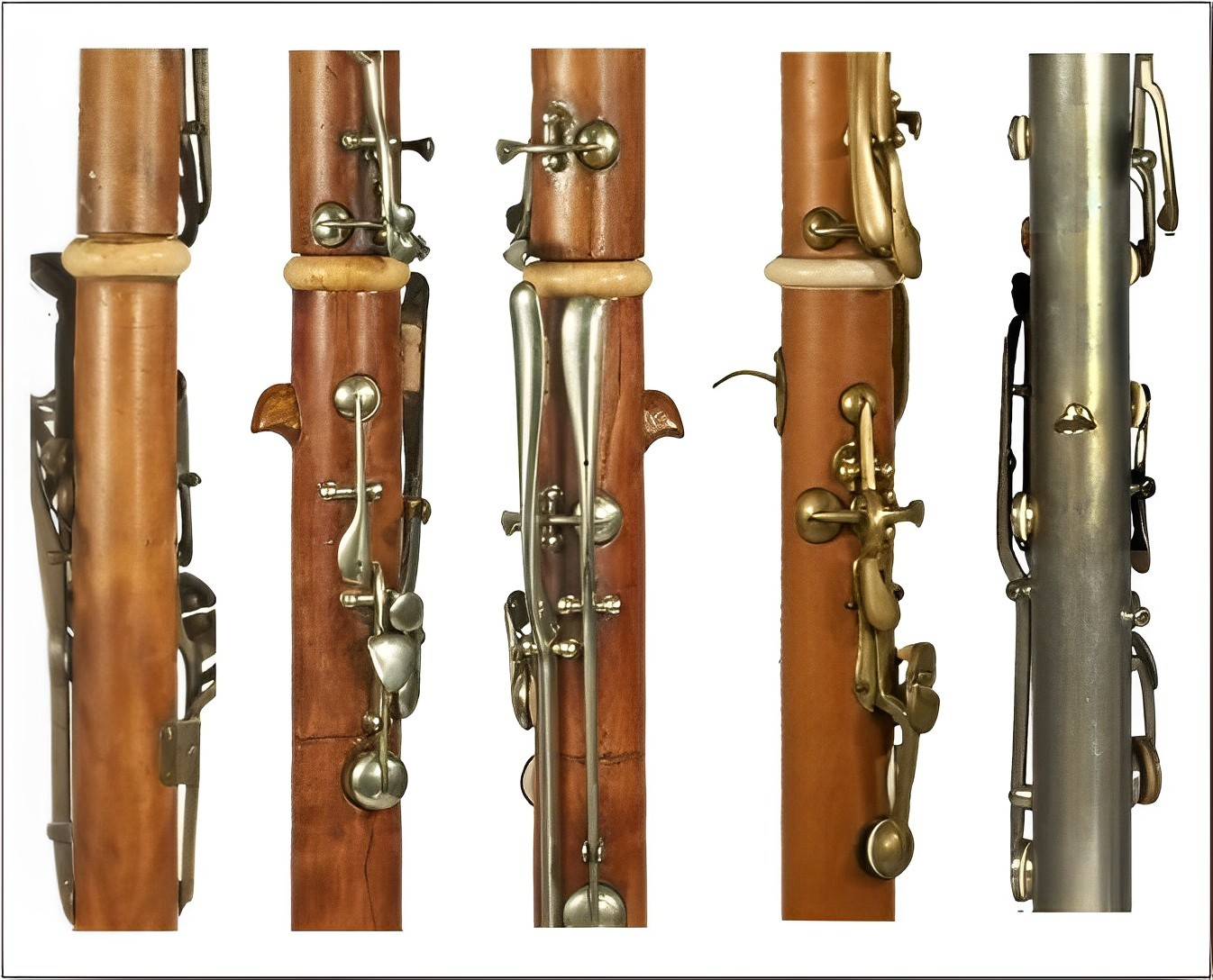
Verschiedene Modelle der Daumenstütze bei historischen Klarinetten (von links): ohne Stütze, Stütze aus Holz, Stützen aus Metall
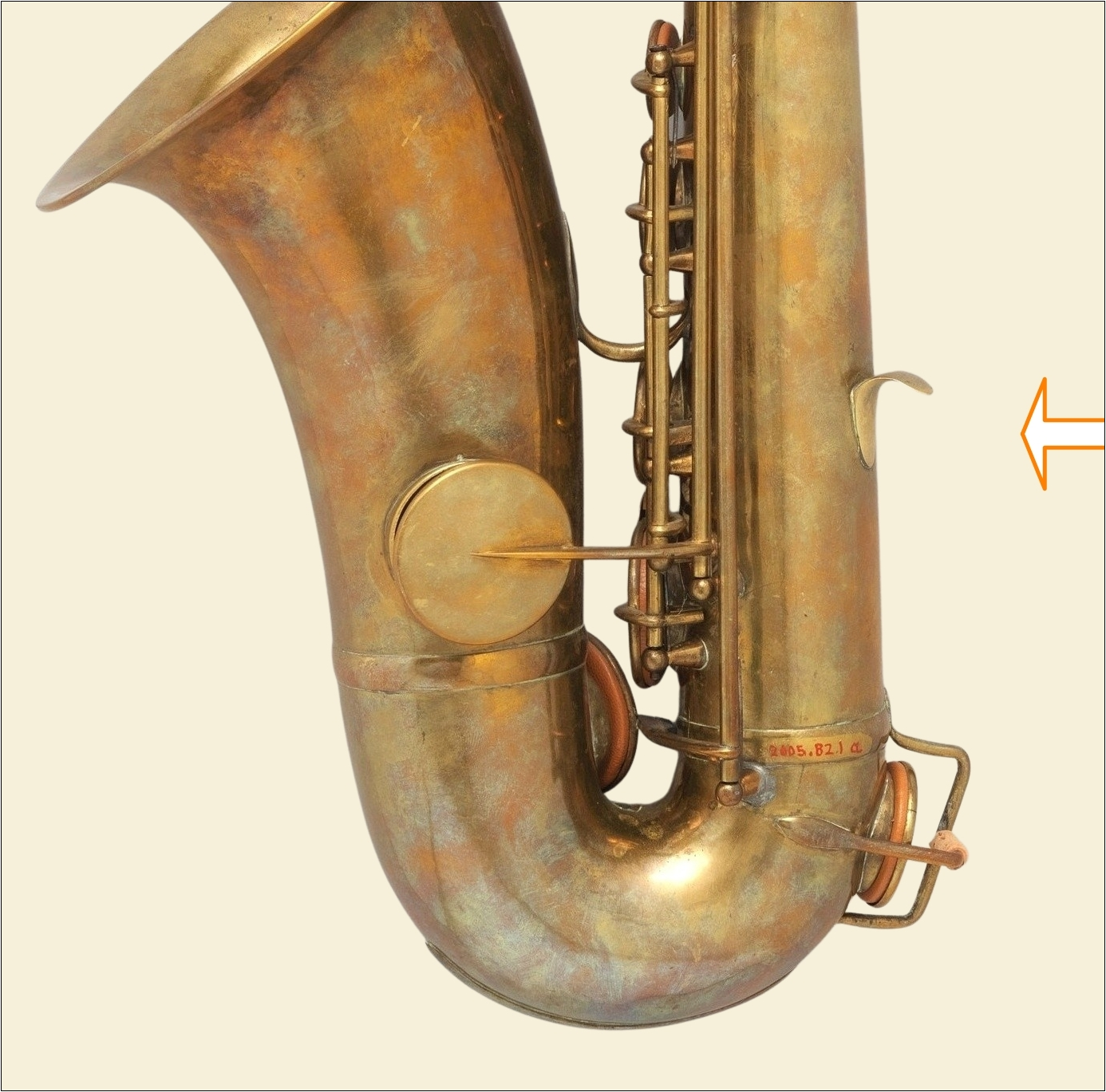
Alt-Saxophon von Adolphe Sax mit Daumenhalter (1855)
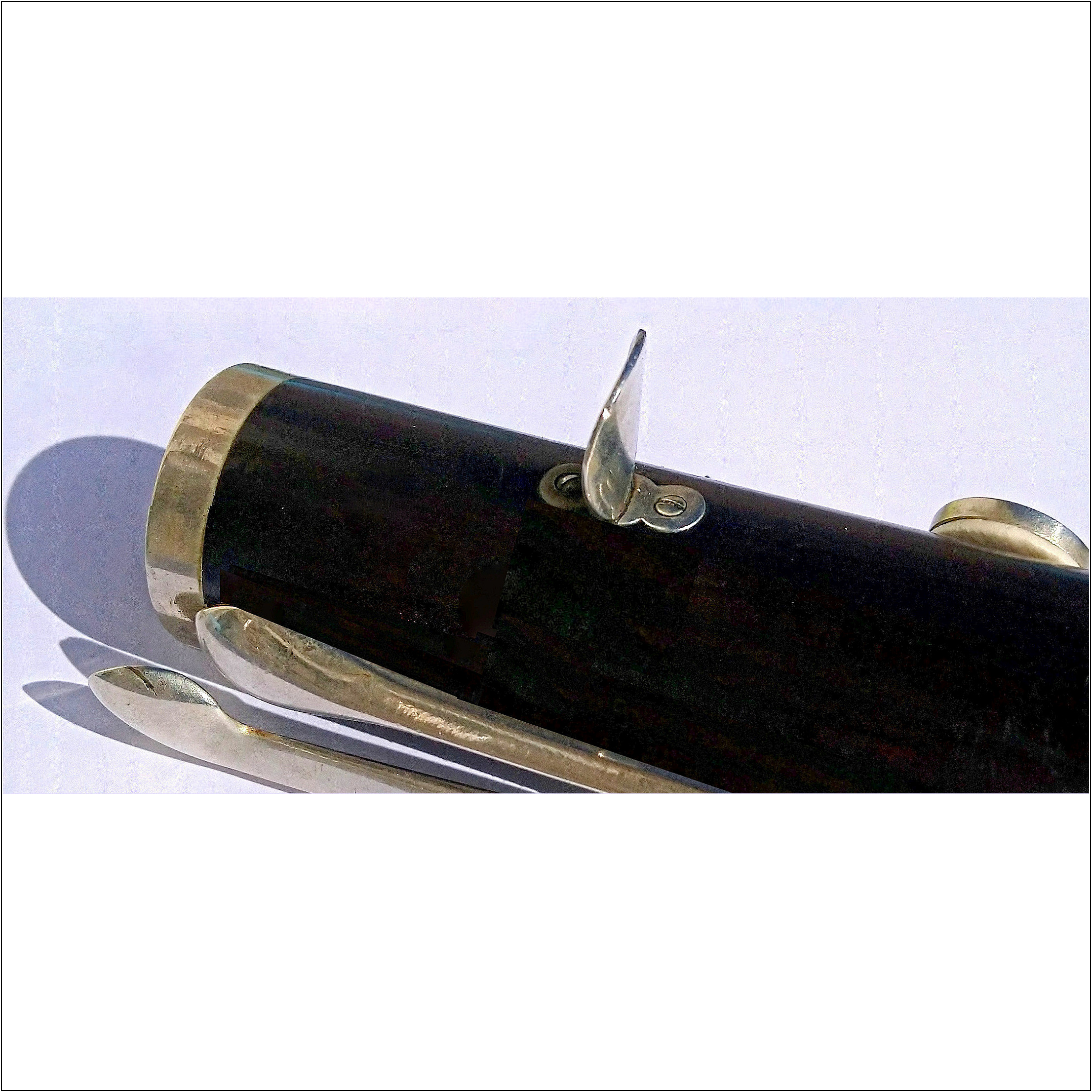
Geschraubte Daumenauflage aus Neusilber einer Albert-System-Klarinette (ca. 1900)
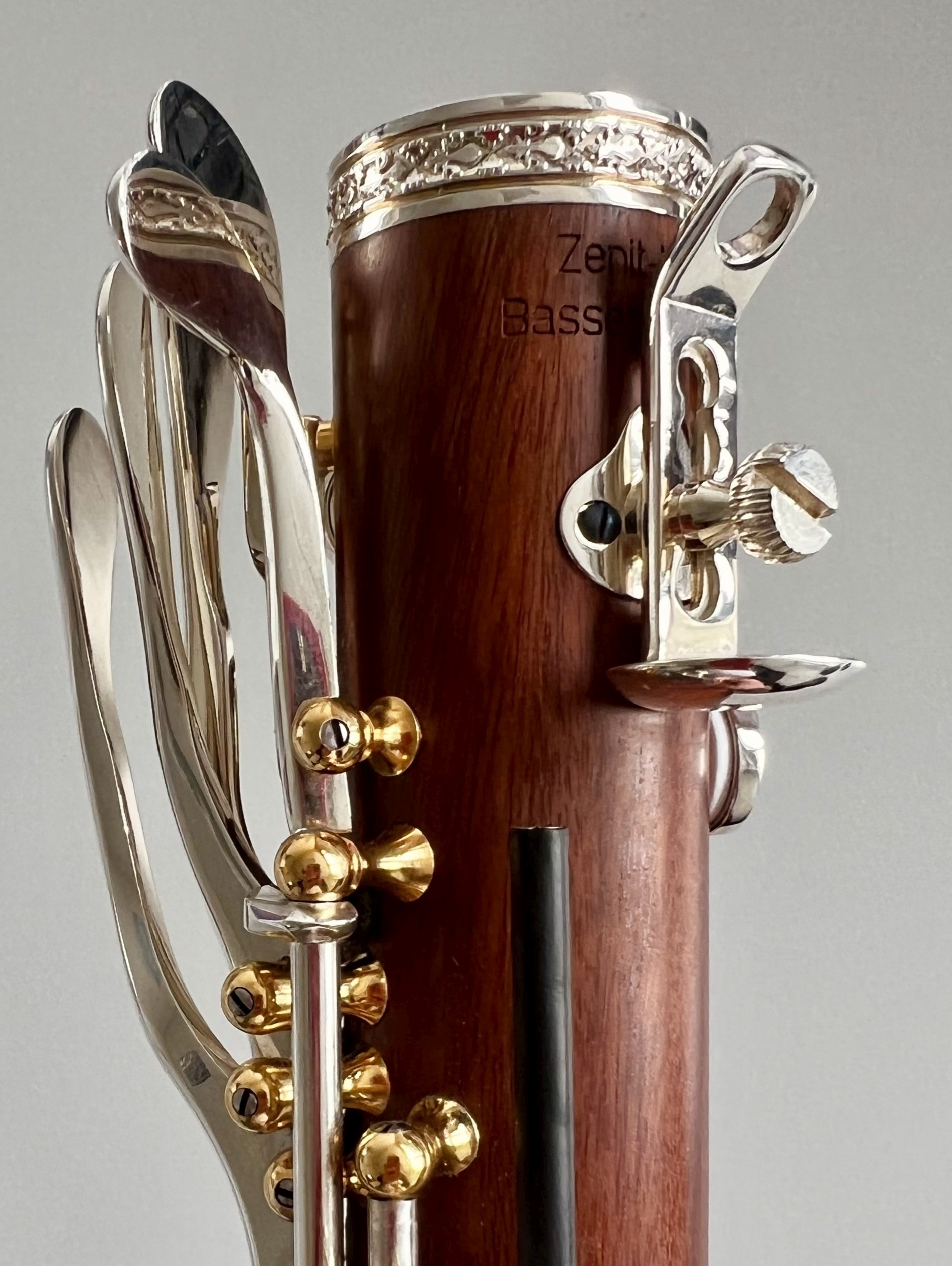
Verstellbare Stütze an einer Bassettklarinette
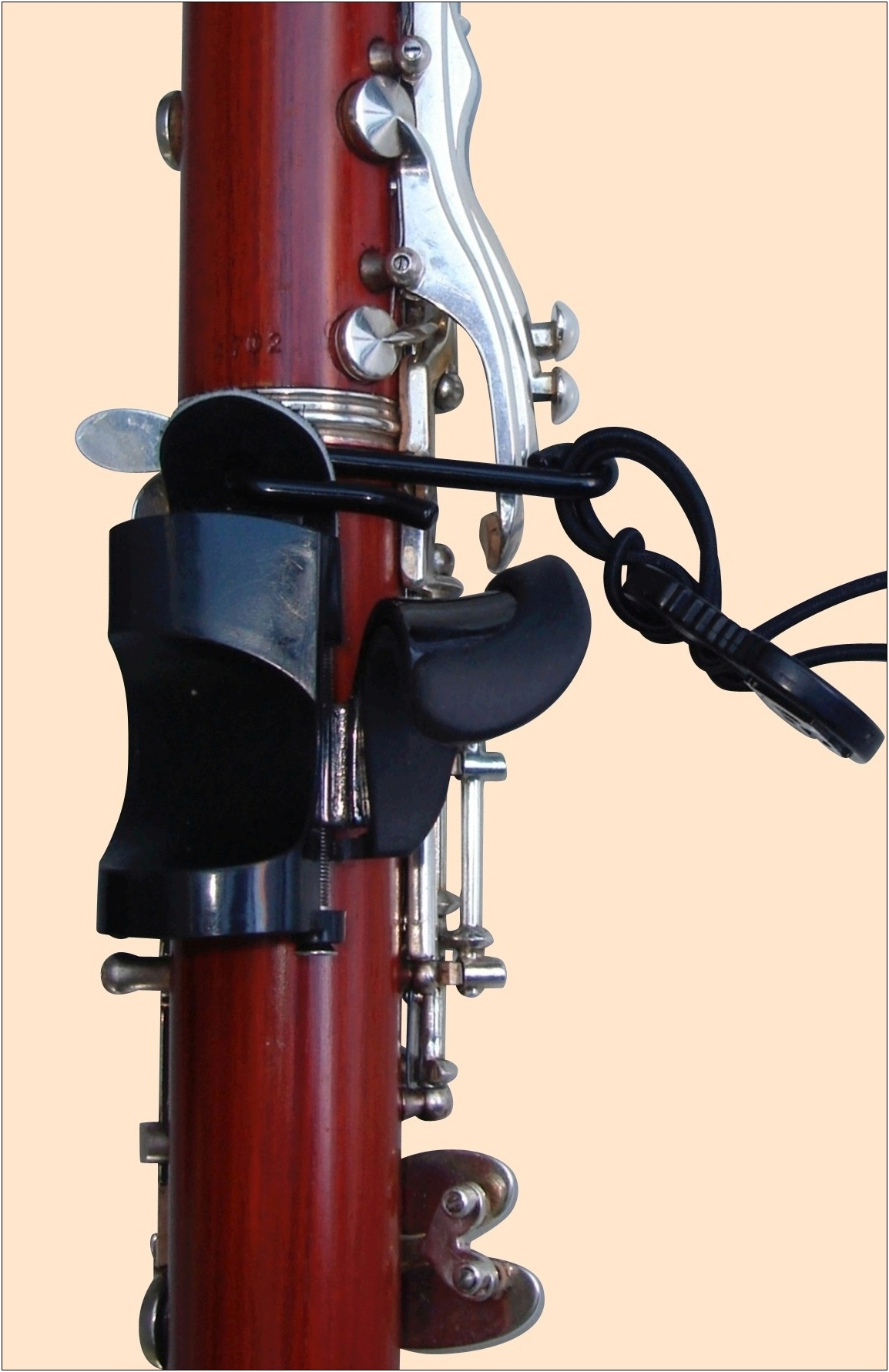
Ergonomischer Daumenhalter Étude, mit gelochtem Lederstreifen für Tragegurt
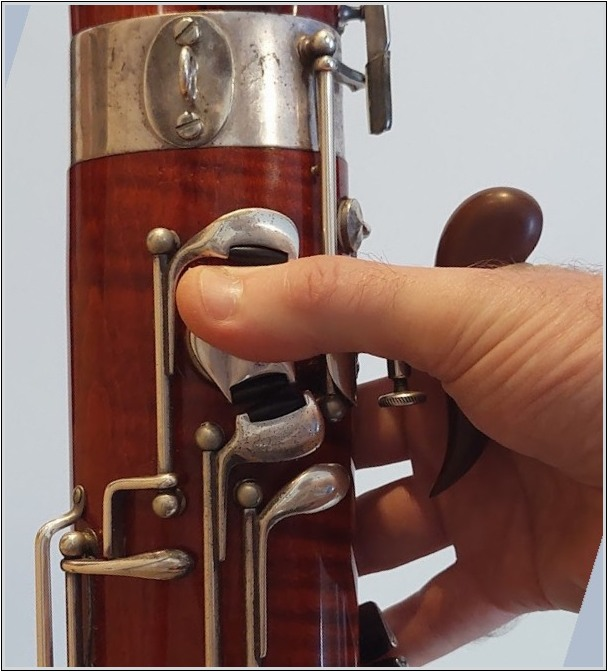
Handauflage eines deutschen Fagotts in Spielposition
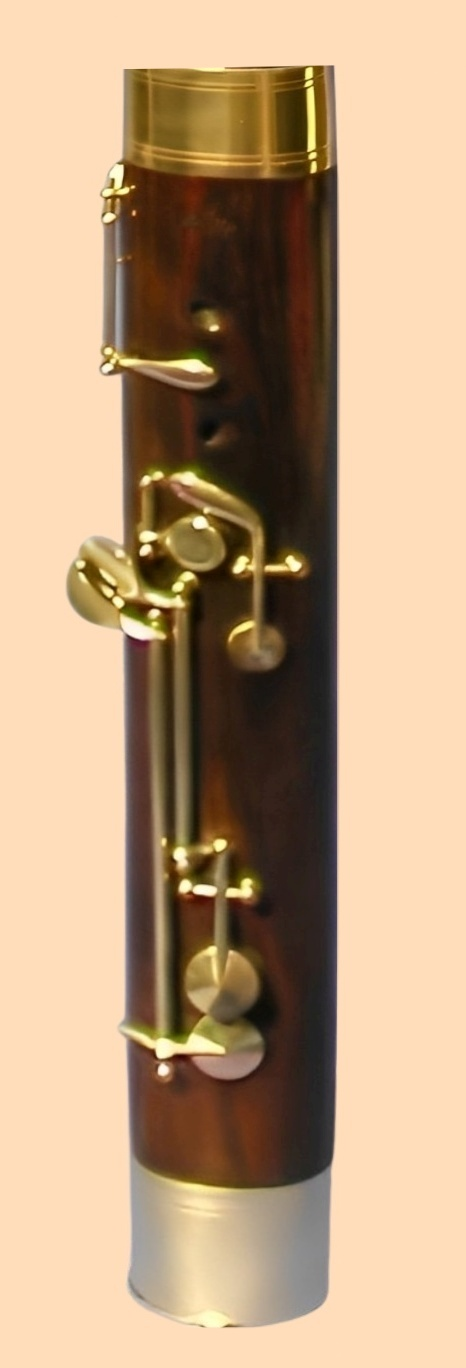
Französisches Fagott ohne Handauflage